# OFDMA
OFDMA (ang. Orthogonal frequency-division multiple access, czyli wielodostęp z ortogonalnym podziałem częstotliwości) – rodzaj modulacji i podziału kanału przesyłowego, który umożliwia jednoczesny dostęp dla wielu użytkowników (urządzeń).
Podział kanału odbywa się podobnie jak w modulacji z ortogonalnym podziałem częstotliwości – poprzez podzielenie pasma częstotliwości na podnośne, które są do siebie ortogonalne, co umożliwia lepsze wykorzystanie pasma w porównaniu do klasycznej modulacji częstotliwości. Wielodostęp uzyskuje się w OFDMA poprzez przypisanie podzbiorów podnośnych do poszczególnych urządzeń. Dzięki temu kanał nie powinien być blokowany w całości przez jednego użytkownika (urządzenie). Ma to umożliwić obsługę wielu urządzeń o różnorodnym zapotrzebowaniu na dane.

## Zastosowanie
OFDMA jest używany w:
- tryb mobilności standardu IEEE 802.16 Wireless MAN, potocznie nazywany WiMAX[3],
- standard bezprzewodowej sieci LAN (WLAN) IEEE 802.11ax(inne języki) (WiFi 6)[2],
- mobilny standard IEEE 802.20 Wireless MAN, potocznie określany jako MBWA,
- MoCA 2.0,
- łącze pobierania w sieci komórkowej Long-Term Evolution (LTE/4G). Interfejs radiowy nosił wcześniej nazwę High Speed OFDM Packet Access (HSOPA), obecnie nazywany jest Evolved UMTS Terrestrial Radio Access (E-UTRA).
- łącza sieci komórkowej w 5G New Radio (NR) piątej generacji.
- projekt Flash-OFDM (Qualcomm Flarion Technologies Mobile),
- nieistniejący już projekt Ultra Mobile Broadband (UMB), który miał być następcą CDMA2000, ale został zastąpiony przez LTE.

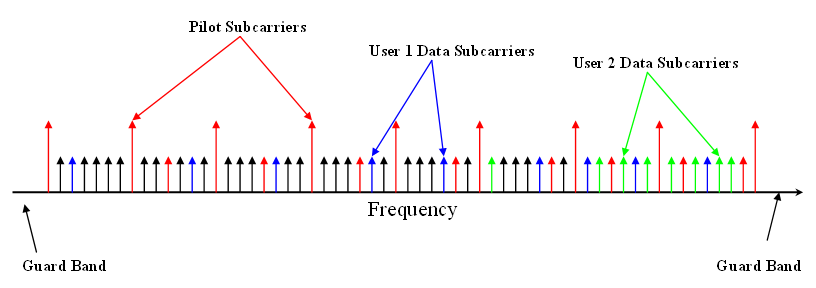
Podnośne OFDMA